# Sport i actualidades
Sport i actualidades fue una revista deportiva editada en Chile desde abril de 1912 en Santiago. Su contenido era especializado en deportes. Fue una de las primeras revistas de deportes de Chile. La redacción de la revista estaba ubicada en Santiago.
Su director y propietario fue Armando Venegas de la Guarda, destacado dirigente y cronista deportivo de las primeras décadas del siglo XX.
Su período de publicación se extendió por 3 años entre abril de 1912 y junio de 1914.